# 리수덕원산교원대학
리수덕원산교원대학(李壽德元山敎員大學)은 강원도 원산시에 위치한 조선민주주의인민공화국의 대학이다. 강원도의 소학교 교원들과 유치원 교원을 양성하는 사범교육기관으로 1968년 7월 1일 개교하였다.
출범 당시에는 유치원 교양원만을 양성하는 사범교육기관 성격을 띠었지만 조선민주주의인민공화국에서 11년제 의무교육이 실시되면서 1972년 9월을 기해 원산교원대학(元山敎員大學)으로 개편되었다. 1997년 2월에 대학 명칭이 리수덕원산교원대학으로 변경되었는데 리수덕은 한국 전쟁 시기에 강원도 평강군에서 평강인민유격대를 조직한 여성 중대장이다.
10개의 전문강좌가 개설되어 있으며, 각종 실험 실기실을 비롯해 각 과목 교수법 연구실과 함께 물질적·기술적 토대를 갖추어놓고 있다. 1978년 10월 20일에는 대학 창립 10주년을 기념하는 조선로동당 중앙위원회와 조선민주주의인민공화국 내각의 공동 명의로 된 축하문을 받았다.